# 名古屋市交通局1500形電車
名古屋市交通局1500形電車は、かつて名古屋市交通局が保有していた路面電車車両である。戦後最初の純粋な新造車として登場し、1974年の路線全廃まで活躍した。

## 概要
1500形は1949年12月に最初の10両が投入され、翌1950年4月までに合計45両が、日本車輌製造・新潟鐵工所・帝国車輌・愛知富士産業の4社で製造された。
戦前に製造された1400形の流れを汲む12m級の中型車で、側面窓配置は1400形と全く同一の1D4D4D1、2段上昇窓で両端扉は2枚引戸、中央扉は1枚引戸となっていた。ただし1400形で採用された張り上げ屋根は採用されず、また運転台横および両端扉寄りの客室窓上部隅のRもないなど、車体設計は簡略化された部分もあった。前面は3枚窓で、中央扉上に方向幕を、窓下にヘッドライトとナンバーを取り付けていた。直接制御方式で、足回りは50PSモーターを2基装備し、ブリル39E2類似のコピー台車を履いていた。
このような堅実かつ実用的な車両であったことから、ほとんどの路線において使用された。

## 運用
新造直後は浄心・沢上・高辻の3車庫に配置されたが、車庫の新設や路線廃止に伴う配置替えも多く、最終的には池下・稲葉地・下之一色以外の全ての車庫に配置経験がある車両形式となった。このことから、ほとんどの路線で見ることができた。
本形式は1400形同様に扱い易かったため、1963年から始まった路線廃止の過程においてもすぐさま廃車とはならなかった。1969年の港車庫廃止によってラストナンバーの1545が、次いで1971年の上飯田車庫廃止によって14両（1531～1544）が廃車となり、残る30両は最終的に安田車庫に全車が集結し、1974年3月31日の路線全廃まで運行された。

## 改造
前面通風口設置
1956年頃に1521・1543・1544の3両が改造を受けた。設置箇所は前面右窓上部（方向幕右側）の1箇所である。
単線運転用設備設置
港車庫所属の1544・1545の2両に対して行われた。改造時期は後述のワンマン化と同時期である。外観上では正面左窓上部（方向幕左側）に設置された2灯の「後続車確認標識灯」が特徴である。
ワンマン化改造（初期・通称「港型ワンマン」）
1954年2月より下之一色線において、ワンマン運行を行なっていたが、1965年からは全路線に拡大することとなった。その過程で最初に対象となったのが港車庫の運行系統で、本車庫に所属していた15両（1531～1545）がワンマン化改造を受けた。
ワンマン化改造（後期・通称「標準ワンマン」）
その後、1969年までに各車庫配置車両に行われた改造では、ワンマン表示器は大型のものを正面前灯下部に装備し、車両番号は小型化の上で系統番号表示器下部に移設、ワンマン操作卓も小型のものが装備された。

## 保存車・譲渡車
他都市・他社への譲渡は無かったが、民間施設などに数両が保存された。しかし、現在はすべて解体され、現存していない。

## 車両諸元
- 車長：12202mm
- 車高：3365mm
- 車幅：2360mm
- 定員：70名
- 自重：14.0t
- 台車：ブリル39E2型の類似コピー品
- 電動機：50PS（36.8kW）×2
- 製造：
  - 日本車輌製造（1501~1520、1536～1545）
  - 新潟鐵工所（1521～1530）
  - 帝国車輌（1531～1533）
  - 愛知富士産業（1534～1535）